# Teach-In
Teach-In va ser un grup musical neerlandès de la ciutat d'Enschede que va guanyar el 1975 el Festival de la Cançó d'Eurovisió amb la cançó Ding-a-dong. El grup va ser fundat el 1967.